# Dark Winds
Dark Winds è una serie televisiva statunitense del 2022 creata da Graham Roland e basata sul romanzo Leaphorn & Chee di Tony Hillerman.
Il 21 giugno 2022 la serie è stata rinnovata per una seconda stagione, mentre nel settembre 2023 per una terza.

## Trama
La serie segue il lavoro di due agenti di polizia Navajo, Joe Leaphorn e Jim Chee, negli Stati Uniti sud-occidentali degli anni '70.

## Episodi
| Stagione         | Episodi | Prima TV USA | Prima TV Italia |
| ---------------- | ------- | ------------ | --------------- |
| Prima stagione   | 6       | 2022         | inedita         |
| Seconda stagione | 6       | 2023         | inedita         |

## Personaggi e interpreti
- Joe Leaphorn (stagione 1-in corso), interpretato da Zahn McClarnon
- Jim Chee (stagione 1-in corso), interpretato da Kiowa Gordon
- Whitover (stagione 1-in corso), interpretato da Noah Emmerich
- Bernadette Manuelito (stagione 1-in corso), interpretata da Jessica Matten
- Dan (stagione 1-in corso), interpretato da Rainn Wilson
- Emma (stagione 1-in corso), interpretata da Deanna Allison

## Produzione
La serie ha ricevuto l'ordine di produzione da parte di AMC il 9 luglio 2021.

### Cast
Il giorno stesso dell'annuncio della serie è stato reso noto che Zahn McClarnon e Kiowa Gordon erano stati scelti per interpretare i protagonisti. Nell'agosto 2021, Noah Emmerich è entrato a far parte del cast nel ruolo di Whitover. Nel settembre dello stesso anno Rainn Wilson si è unita al cast.

### Riprese
Le riprese sono iniziate il 23 agosto 2021 a Santa Fe, nel Nuovo Mexico. Le altre riprese si sono svolte a Española, Tesuque Pueblo, Cochiti Pueblo, Mexican Hat, Monument Valley e Kayenta.

## Promozione
Il trailer è stato diffuso online il 19 aprile 2022.

## Distribuzione
La serie viene trasmessa da AMC a partire dal 12 giugno 2022.

## Accoglienza

### Critica
Sull'aggregatore di recensioni Rotten Tomatoes la prima stagione ottiene il 100% delle recensioni professionali positive, con un voto medio di 7,9 su 10 basato su 26 critiche, mentre su Metacritic ha un punteggio di 80 su 100 basato su 18 recensioni.